# Gerhard von Zezschwitz
Carl Adolf Gerhard von Zezschwitz, född den 2 juli 1825 i Bautzen, död den 20 juli 1886 i Erlangen, var en tysk protestantisk teolog av den ortodoxa riktningen. 
von Zezschwitz, som tillhörde en sachsisk adelsfamilj, blev 1857 docent och kort därefter extra ordinarie professor i praktisk teologi i Leipzig, 1865 professor i Giessen och 1866 i Erlangen. Han var en framstående predikant och kateket och utövade även flitig författarverksamhet. 
Till hans främsta arbeten hör System der christlich-kirchlichen Katechetik (2 band, 1863-72), Das System der praktischen Theologie (3 band, 1876-78) och Die Christenlehre im Zusammenhange (1880-85; 2:a upplagan, 4 delar, 1883-86).